# 宮崎弥蔵
宮崎 弥蔵（みやざき・やぞう、慶応3年4月8日（1867年5月11日） - 1896年（明治29年）7月4日）は、ヨーロッパ列強の脅威にさらされていたアジアの現状を憂い、人々の人権回復のためにまず中国での革命成功を目指した、革命的アジア主義者。弟・滔天に大きな思想的影響を与えた。

## 生涯
肥後国玉名郡荒尾村（現・熊本県荒尾市）に宮崎政賢・佐喜夫妻の七男として生まれる。
1885年（明治18年）頃から大阪や東京に遊学。その頃、列強のアジア侵略と清朝の旧態依然の政治体制に危機感を抱き、中国に渡って革命を起こして人民主権の国家を打ちたて、日本などの周辺諸国を巻き込んで世界革命を起こそうと計画した。1891年（明治24年）には弟の寅蔵に日本国籍を捨てて中国に潜入する計画を打ち明けた。その後、長崎の商人渡邊元の援助を受け、「菅仲甫」という変名を用いて中国語や風習などを密かに学び、1895年（明治28年）に辮髪を結って横浜の清国商館に勤務する。その頃、孫文の元で行われた興中会の広州起義に失敗して日本に亡命していた陳少白と出会い、孫文のことを知って渡航の意思を強くする。
だが、元々病弱であった弥蔵は間もなく病気で倒れて急逝した。享年29歳。生前の一時、徴兵逃れの養子縁組により島津姓を名乗ったため、島津弥蔵とも記録される。
弥蔵の死後も、兄の民蔵・弟の寅蔵（のちの滔天）は彼の遺志を継いで孫文の革命運動の有力支援者となる。